# Micippa cristata
Micippa cristata is een krabbensoort uit de familie Majidae. De wetenschappelijke naam werd in 1758 gepubliceerd door Carl Linnaeus in de tiende editie van Systema naturae.